# Joseph Sebarenzi

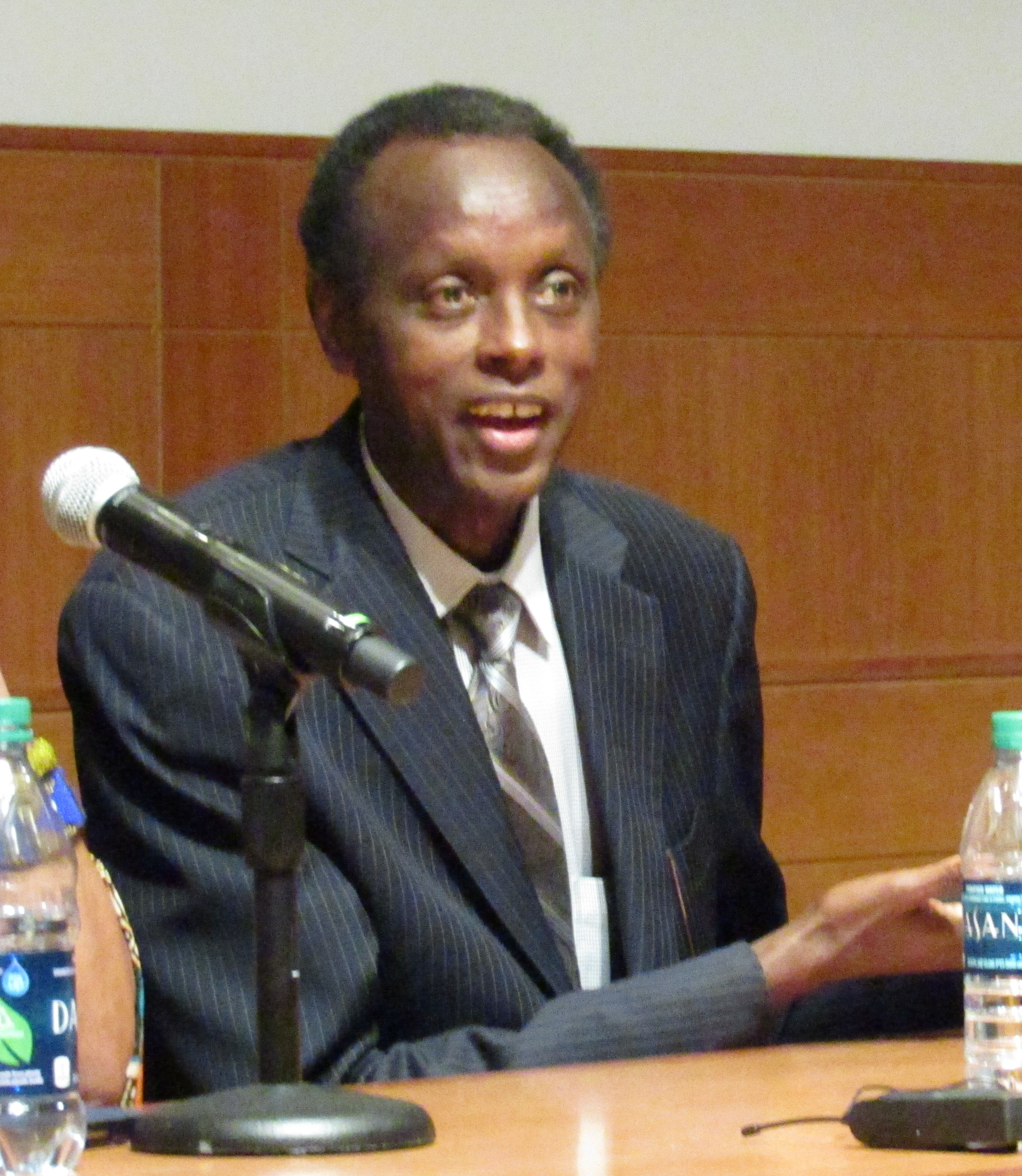
Joseph Sebarenzi

Joseph Sebarenzi Kabuye (* 1963 in Ruanda) ist ein ruandischer Politiker und ehemaliger Parlamentspräsident des Landes.

## Leben
Sebarenzi studierte und erwarb einen Bachelor-Abschluss in Soziologie, einen Master in internationalem und interkulturellen Konfliktmanagement und einen Doktortitel Ph.D. in Rechtswissenschaften mit einer Spezialisierung auf den Bereich der internationalen Menschenrechte und des Konfliktmanagements.
Er gehört der Bevölkerungsgruppe der Tutsi an und war als Gymnasiallehrer in Ruanda tätig. Sebarenzi engagierte sich in Nichtregierungsorganisationen in Ruanda, Burundi und Zaire. Während des Völkermords in Ruanda im Jahr 1994 wurden seine Eltern, sieben seiner Geschwister und die meisten der weiteren näheren Verwandten ermordet.
Er gehörte der Ruandischen Patriotischen Front an, schloss sich dann jedoch der Parti libéral an.
1997 wurde er Präsident des Parlaments von Ruanda. Er trat für die Unabhängigkeit des Parlaments ein und engagierte sich gegen korrupte Regierungsmitglieder. Am 19. Dezember 1999 war die Wahl eines neuen Parteivorsitzenden der Parti libéral geplant, für die Joseph Sebarenzi als Favorit galt. Sebarenzi wäre damit ein aussichtsreicher Kandidat für eine zukünftige Präsidentenwahl Ruandas gewesen. Möglicherweise auf Druck von Paul Kagame verschob der amtierende Parteichef Pio Mugabo jedoch die Wahl. Am 6. Januar 2000 wurde Sebarenzi von einer Mehrheit der Parlamentsmitglieder zum Rücktritt aufgefordert. Es wurde ihm Missmanagement von Parlamentsmitteln vorgeworfen. Er trat am 7. Januar 2000 zurück. Es folgten politische Vorwürfe er unterstütze Royalisten gegen die ruandische Regierung. Aus Angst vor seiner Ermordung floh er im Jahr 2000 aus Ruanda. Er ging zunächst nach Uganda, um dort Asyl zu suchen, wurde dort jedoch von ugandischen Behörden festgenommen. Amnesty International äußerte sich besorgt zu seiner Inhaftierung. Später floh er nach Europa und letztlich in die USA. Er arbeitet dort als Dozent.

## Familie
Joseph Sebarenzi ist verheiratet und Vater zweier Söhne und dreier Töchter.

## Werke
- God Sleeps in Rwanda: A Journey of Transformation